# دونالد بايرن
دونالد بايرن (بالإنجليزية: Donald Byrne)‏ (ولد في 12 حزيران 1930- توفي في 8 نيسان 1976) هو واحد من أقوى لاعبي الشطرنج الأمريكيين وهو برفوسور باللغة الإنكليزية. تدرب بايرن على يد جاك كولينس في نادي بروكلين. فاز ببطولة أمريكا المفتوحة للشطرنج عام 1953، وكان ثاني اعلى تصنيف في الولايات المتحدة في ذلك الوقت خلف ريشفسكي. وحصل على لقب الأستاذ الدولي من الاتحاد الدولي للشطرنج عام 1962. مثل بايرن أميركا في أولمبياد الشطرنج خمس مرات بين الأعوام 1962 و1972.
إحدى أكثر مباريات بايرن شهرة هي المبارة التي عثرفت «بمباراة القرن» مع بوبي فيشر، حيث فاز فيشر بعد أن ضحى بأقوى قطعه وهو الوزير وأستطاع ان يهزم بايرن بالكش مات بطريقة رائعة.

## روابط خارجية
- دونالد بايرن على موقع مباريات الشطرنج (الإنجليزية)
- دونالد بايرن على موقع 365Chess.com (الإنجليزية)
- دونالد بايرن على موقع Chesstempo.com (الإنجليزية)
- دونالد بايرن سجل أولمبياد الشطرنج على موقع OlimpBase.org (الإنجليزية)